# El almuerzo (Velázquez)
Tres hombres a la mesa (El almuerzo), fue pintado por Velázquez en su primera etapa sevillana hacia 1617-1618 y se conserva en el Museo del Hermitage de San Petersburgo. Perteneciente a la zarina Catalina II se encontraba en el Hermitage ya a finales del siglo XVIII, considerado como pintura flamenca. Desde 1895 se atribuye unánimemente a Velázquez.

## Descripción del cuadro
El lienzo retrata una escena cotidiana propia de la época sevillana de Velázquez. En ella aparecen tres hombres que representan las tres edades del hombre, sentados a una mesa cubierta con un mantel blanco sobre la que descansan un plato de mejillones, un vaso de vino y varias piezas de pan. Tras los personajes, la oscuridad de la pared es rota por un sombrero y una golilla colgados de la misma.
Los modelos utilizados para los personajes de la izquierda y de la derecha parecen ser los mismos que Velázquez utilizó en sus obras San Pablo y Santo Tomás.
Existe otra versión de este cuadro, que bajo el título Almuerzo de campesinos, se conserva en el Museo de Bellas Artes de Budapest.

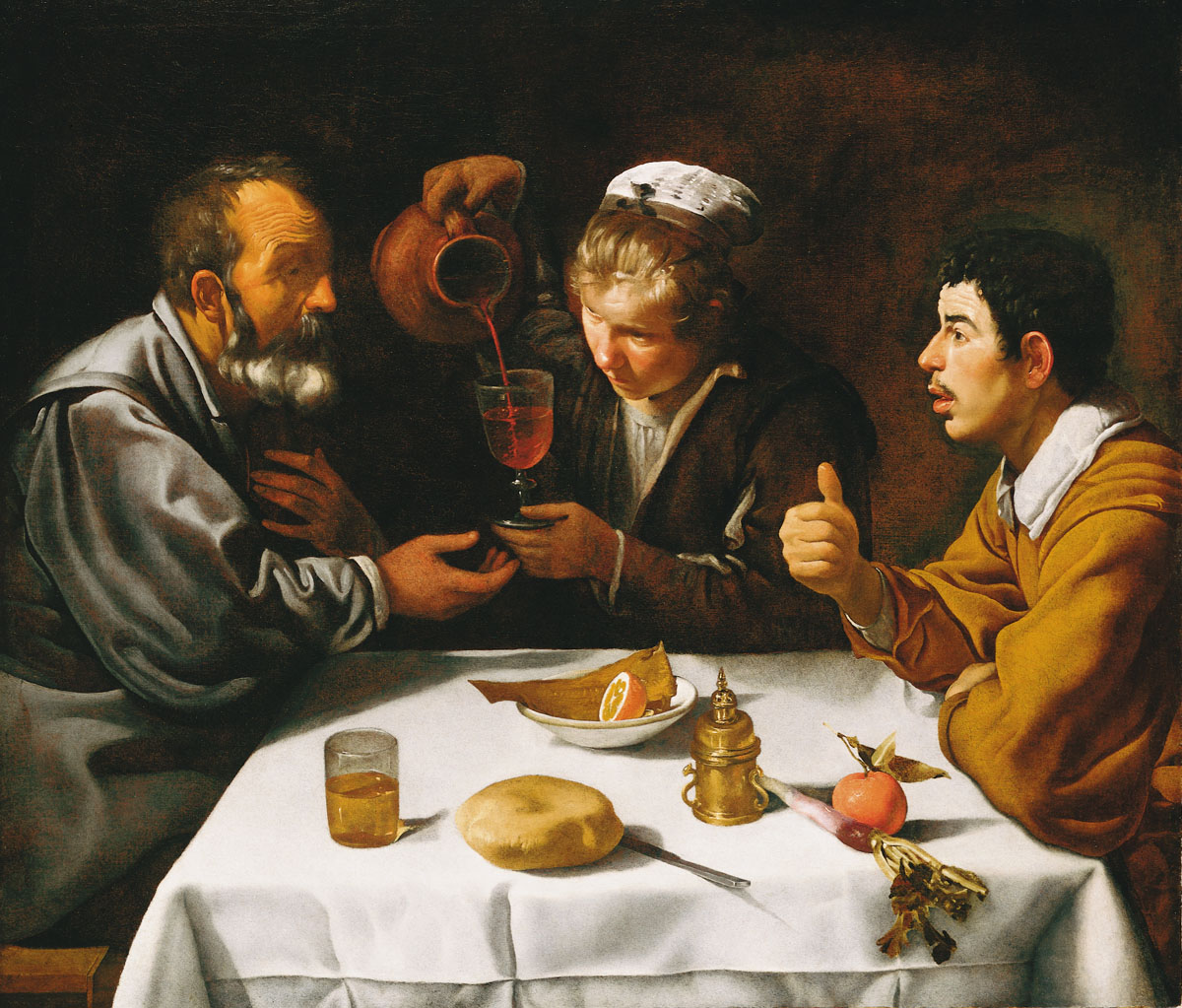
Versión del cuadro que se conserva en el Museo de Bellas Artes de Budapest.